# The Complete Recordings
The Complete Recordings es una caja recopilatoria de la banda británica Fancy, publicado el 29 de febrero de 2021. La caja recopilatoria cubre la carrera de Fancy desde 1973 hasta 1975. Exclusivamente a la recopilación está Let's Go on Somewhere, una grabación en vivo inédita del legendario club de jazz de Ronnie Scott y una entrevista en la estación de radio estadounidense WLYX.

## Antecedentes
Fancy fue un grupo pop de mediados de la década de 1970. La banda estaba formada por músicos de sesión producidos por Mike Hurst. La idea inicial de Hurst para el proyecto era rehacer el clásico de the Troggs, «Wild Thing», con ritmos funk y más atractivo sexual que en el original. El guitarrista Ray Fenwick, amigo suyo, participó en la grabación y elaboración estilística de la canción desde el principio. El bajista Mo Foster, el teclista Alan Hawkshaw y el baterista Henry Spinetti se unieron como músicos de sesión. La ex Penthouse Pet Helen Caunt fue elegida para la vocalista principal.
El sencillo fue lanzado en Atlantic Records en la primavera de 1973, pero no logró causar una gran impresión en el Reino Unido. Un año después, se convirtió en un hit single sorpresa en los Estados Unidos en 1974, alcanzando el puesto #14 en el Billboard Hot 100 y el #31 en Australia. Impulsado por el éxito, se reunió una banda de gira con la nueva cantante Annie Kavanagh, ya que las interpretaciones vocales de Helen Caunt parecían menos adecuadas para presentaciones en vivo. Les Binks tomó el lugar en la batería. Y un álbum, Wild Thing, produjo un segundo éxito estadounidense, «Touch Me».
En el verano de 1974, Fancy firmó con Arista y se embarcó en una gira por Estados Unidos, apoyando a Kiss, Wishbone Ash y Steppenwolf (a principios de 1975, también apoyaron a 10cc en el Hammersmith Odeon). El nuevo acuerdo dio lugar a un segundo álbum, Something to Remember (retitulado Turns You On en los Estados Unidos), promocionado por dos sencillos, «She's Ridin' the Rock Machine» y una versión de «I Was Made To Love Her» de Stevie Wonder. Poco después, la banda se disolvió a finales de 1975 después de lanzar su último sencillo, «Music Maker».

## Recepción de la crítica
Tim Sendra, escribiendo para AllMusic, le otorgó una calificación de 3 estrellas y media sobre 5 y comentó: “La colección ciertamente muestra que la banda era más que una maravilla de un solo éxito y que en realidad fue una banda de rock and roll bastante decente, distinguida por la impresionante voz de Kavanaugh y el enfoque directo del grupo”. En Louder Than War, Ian Canty finalizó su reseña escribiendo: “Una colección brillante y fácil de escuchar que une todo de una banda que era un poco un enigma, pero mostró un desarrollo constante a lo largo de su existencia”.

## Lista de canciones
Todas las canciones escritas y compuestas por Mike Hurst y Ray Fenwick, excepto donde esta anotado. 
| Disco uno: Wild Thing (CD) |                            |                                             |          |  |
| N.º                        | Título                     | Escritor(es)                                | Duración |  |
| 1.                         | «Wild Thing»               | Chip Taylor                                 | 2:58     |  |
| 2.                         | «Love for Sale»            |                                             | 4:37     |  |
| 3.                         | «Move On»                  |                                             | 3:20     |  |
| 4.                         | «I Don't Need Your Love»   |                                             | 3:17     |  |
| 5.                         | «One Night»                | Anita Steiman, Dave Bartholomew, Pearl King | 3:03     |  |
| 6.                         | «Touch Me»                 |                                             | 3:51     |  |
| 7.                         | «U.S. Surprise»            |                                             | 3:41     |  |
| 8.                         | «Between the Devil and Me» |                                             | 3:19     |  |
| 9.                         | «I'm a Woman»              | Jerry Leiber, Mike Stoller                  | 3:36     |  |
| 10.                        | «Feel Good»                |                                             | 4:10     |  |
| 36:02                      |                            |                                             |          |  |

| Bonus tracks |                                      |              |          |  |
| N.º          | Título                               | Escritor(es) | Duración |  |
| 11.          | «Fancy» (B-side to «Wild Thing»)     |              | 2:39     |  |
| 12.          | «Bluebird» (B-side to «Music Maker») | Fenwick      | 3:25     |  |
| 13.          | «Sidewinder» (previously unreleased) | Fenwick      | 0:53     |  |
| 42:59        |                                      |              |          |  |

| Disco dos: Something to Remember (CD) |                                 |                                                       |          |  |
| N.º                                   | Título                          | Escritor(es)                                          | Duración |  |
| 1.                                    | «She's Riding the Rock Machine» |                                                       | 3:40     |  |
| 2.                                    | «I Was Made to Love Him»        | Henry Cosby, Lula Hardaway, Stevie Wonder, Sylvia Moy | 6:22     |  |
| 3.                                    | «You've Been in Love Too Long»  | Clarence Paul, Ivory Joe Hunter, William Stevenson    | 5:03     |  |
| 4.                                    | «Something to Remember»         |                                                       | 3:06     |  |
| 5.                                    | «Everybody's Cryin' Mercy»      | Mose Allison                                          | 6:17     |  |
| 6.                                    | «The Tour Song»                 |                                                       | 4:06     |  |
| 7.                                    | «Stop»                          |                                                       | 3:38     |  |
| 32:12                                 |                                 |                                                       |          |  |

| Bonus tracks |                                                                                   |              |          |  |
| N.º          | Título                                                                            | Escritor(es) | Duración |  |
| 8.           | «Music Maker» (non-álbum single)                                                  |              | 2:45     |  |
| 9.           | «I Was Made to Love Him» (short version)                                          |              | 4:35     |  |
| 10.          | «She's Riding the Rock Machine» (single version)                                  |              | 3:30     |  |
| 11.          | «She's Riding the Rock Machine Pt. 2» (B-side to «She's Riding the Rock Machine») |              | 3:35     |  |
| 12.          | «Driving Home» (previously unreleased)                                            | Mo Foster    | 1:32     |  |
| 48:09        |                                                                                   |              |          |  |

| Disco tres: Let's Go on Somewhere (CD) |                                                                                              |          |  |
| N.º                                    | Título                                                                                       | Duración |  |
| 1.                                     | «The Tour Song» (live at Ronnie Scott’s Club, Soho, London / 26th June 1975)                 | 2:10     |  |
| 2.                                     | «She's Riding the Rock Machine» (live at Ronnie Scott’s Club, Soho, London / 26th June 1975) | 4:07     |  |
| 3.                                     | «Everybody's Cryin' Mercy» (live at Ronnie Scott’s Club, Soho, London / 26th June 1975)      | 7:09     |  |
| 4.                                     | «I Was Made to Love Him» (live at Ronnie Scott’s Club, Soho, London / 26th June 1975)        | 7:41     |  |
| 5.                                     | «Love for Sale» (live at Ronnie Scott’s Club, Soho, London / 26th June 1975)                 | 10:31    |  |
| 6.                                     | «Radio Interview WLYX Memphis»                                                               | 10:57    |  |
| 42:35                                  |                                                                                              |          |  |

## Créditos y personal
Créditos adaptados desde las notas de álbum.
Fancy
- Helen Caunt – voz principal en «Wild Thing»
- Annie Kavanagh – voz principal, percusión
- Ray Fenwick – guitarra, voces adicionales, productor
- Mo Foster – contrabajo, Fender Jazz Bass, guitarra bajo, voces adicionales, productor, notas de álbum
- Les Binks – batería, percusión
- Alan Hawkshaw – teclado
- Henry Spinetti – batería

Músicos adicionales
- Mike Bailey – trompeta
- Vicki Brown – coros
- John Cameron – arreglos orquestales
- Clem Cattini – batería
- Dave Coxley – saxofón barítono
- Mike Hurst – voces adicionales
- Phil Kenzie – arreglos, instrumentos de viento metal, saxofón tenor
- Mike Moran – celesta, piano, vibráfono
- Bud Parks – trompeta
- Jo Partridge – guitarra, talk box
- John Perry – coros
- Nick Rowley – clarinete
- Liza Strike – coros

Personal técnico
- Alan Wilson – restauración
- Dave Hunt – ingeniero de audio
- Oli Hemingway – masterización
- Richard Dunkley – fotografía
- Marianne Lewellyn, Michael Robson y Zacron – diseño de portada